# NGC 2367
NGC 2367 (również OCL 621 lub ESO 559-SC5) – gromada otwarta znajdująca się w gwiazdozbiorze Wielkiego Psa. Odkrył ją William Herschel 20 listopada 1784 roku. Jest położona w odległości ok. 4,6 tys. lat świetlnych od Słońca.